# Raúl Velasco
Raúl Velasco Ramírez (Celaya, Guanajuato, 24 de abril de 1933-Ciudad de México, 26 de noviembre de 2006), fue un productor y presentador de televisión mexicano.
Durante 28 años, fue el conductor del programa de música y variedades Siempre en domingo, consistente en la presentación de personajes de la farándula combinada con la promoción de artistas menos conocidos.
El formato de Siempre en domingo fue su contribución en la industria televisiva mundial, en donde también se transmitían programas de entretenimiento y variedades.

## Biografía
Velasco nació en Celaya, estado de Guanajuato, México, el 24 de abril de 1933.
Proveniente de una familia de escasos recursos, Velasco empezó a trabajar desde muy corta edad en el negocio de su padre, una tienda de abarrotes llamada La Violeta; posteriormente, también lo hizo como mensajero, operario de tractor y chofer.

## Carrera
Raúl Velasco comenzó su carrera como escritor de una revista de deportes que se publicaba en Celaya, Guanajuato, México. En ella escribía acerca del frontenis, un deporte que practicaba a menudo.
A los 20 años de edad, se mudó a la Ciudad de México, en donde empezaría a trabajar como contador para el Banco Nacional de México. Empezó a mostrar sus habilidades como escritor con artículos y noticias deportivas para la revista Novelas de la radio, y en algún momento se especializó en hacer crítica de cine escribiendo para  Cine Universal, Cine Novelas y Cine Álbum. Contribuyó en periódicos como Novedades y en El Heraldo como editor de la sección de espectáculos.
Se incorporó como actor en la televisora llamada Televisión Independiente de México (TIM), canal 8, en programas como Medianoche, Domingos espectaculares, Reseña cinematográfica de Acapulco, Confrontación 68 y El tigre.
El 14 de diciembre de 1969 se transmitió por primera vez el programa llamado Siempre en domingo en canal 4 de Telesistema Mexicano y cinco semanas después de su estreno pasó a transmitirse en el Canal 2. El 8 de enero de 1973, Telesistema Mexicano y Televisión Independiente de México (TIM) se unieron para formar lo que es hoy Televisa, continuando con las transmisiones de este programa. El 19 de abril de 1998, después de 28 años al aire, finalizó Siempre en domingo por decisión de Raúl Velasco, debido a que padecía hepatitis C de la que posteriormente falleció el 26 de noviembre de 2006.
Con el transcurrir de los años, Velasco se convertiría en un icono artístico internacional. Él crearía algunos otros shows de televisión, tales como: México magia y encuentro Estrellas de los ochenta, Juguemos a Cantar, Festival OTI y Galardón a los grandes.
En 2002, publica su primer libro, Reflexiones, para vivir mejor, el cual se compone de una serie de historias, reflexiones y cuentos en los que el autor hace una referencia de ética y de algunos elementos esenciales de la vida espiritual, también publicó obras como Mi rostro oculto y Vibraciones cósmicas.
En enero de 2003 recibió el Arlequín de bronce durante las fiestas de la Feria de León.

## Vida personal
Contrajo matrimonio muy joven con Hortensia Ruiz y, de esa unión, nacieron sus hijos Raúl, Claudia y Arturo. Tras su divorcio con Hortensia Ruiz, conoció a Dorle Klokow Becker, de Hamburgo Alemania, su segunda esposa y con quien estuvo casado durante 31 años y con quien procreó a Diego y Karina Velasco. Esta última siguió los pasos de su padre en la conducción y el periodismo, pero solo estuvo vigente mientras su padre se encontraba en la cima.[cita requerida]
El conductor de Siempre en domingo falleció el 26 de noviembre de 2006, a causa de la hepatitis C en la Ciudad de México, a los 73 años de edad, justo el día que Televisa transmitió un homenaje a su carrera grabado el 17 de octubre del mismo año.